# Jack Slade l'indomabile
Jack Slade l'indomabile (Jack Slade) è un film del 1953 diretto da Harold D. Schuster.
È un film western statunitense con Mark Stevens, Dorothy Malone e Barton MacLane. È ambientato in Illinois nel 1841 ed è incentrato sulla figura di Joseph Alfred "Jack" Slade, un pony express e conducente di diligenze del vecchio West. Ha avuto un seguito, La rosa gialla del Texas (The Return of Jack Slade) del 1955.

## Produzione
Il film, diretto da Harold D. Schuster su una sceneggiatura di Warren Douglas, fu prodotto da Lindsley Parsons per la Allied Artists Pictures e la Monogram Pictures e girato a Burro Flats (Simi Hills), nell'Iverson Ranch a Chatsworth e nel Jack Ingram Ranch in California. Il titolo di lavorazione fu Slade. Il brano della colonna sonora Slade fu composto da Ed Bloodworth (parole) e Britt Wood (musica).

## Distribuzione
Il film fu distribuito con il titolo Jack Slade negli Stati Uniti dall'8 novembre 1953 al cinema dalla Allied Artists Pictures.
Altre distribuzioni:
- in Giappone il 22 dicembre 1953
- in Francia il 21 maggio 1954 (Jack Slade le damné)
- in Germania Ovest il 22 ottobre 1954 (Jack Slade - der Revolverheld von Colorado)
- in Belgio l'11 marzo 1955 (Jack Slade le damné)
- in Austria nel 1956 (Jack Slade - der Revolverheld von Colorado)
- in Portogallo il 2 luglio 1956 (Jack, o Sanguinário)
- in Brasile (Jack Slade, O Matador Selvagem)
- in Grecia (Jack, o asylliptos)
- nel Regno Unito (Slade)
- in Finlandia (Verinen tie)
- in Italia (Jack Slade l'indomabile)

## Promozione
Tra le tagline: "The Only law the outlaws taught him was kill...kill...kill! The only way the law could get him was through the choking smoke of his blazing guns!".